# جولیوس بیکر
جولیوس بیکر (انگلیسی: Julius Baker؛ ۲۳ سپتامبر ۱۹۱۵ – ۶ اوت ۲۰۰۳) یک موسیقی‌دان، نوازندهٔ فلوت و مُدرس موسیقی اهل ایالات متحده آمریکا بود. وی بین سال‌های ۱۹۳۷ تا ۲۰۰۳ میلادی فعالیت می‌کرد.
او یکی از پیش‌کسوتان نوازندگیِ ارکسترال فلوت در کشور آمریکا و مدرس موسیقی در مدرسه جولیارد و دانشگاه کارنگی ملون بود.